# World War Zimmerman
World War Zimmerman est le troisième épisode de la dix-septième saison de la série télévisée d'animation américaine South Park et le 240e épisode de la série globale.

## Synopsis
Cartman attire l'attention en agissant de façon convenable envers Token, mais aussi par le fait qu'il fasse des cauchemars lorsqu'il dort en classe. Quand M. Mackey l'interroge, Cartman lui répond qu'il pense que Token est une "bombe à retardement". Il est révélé que ses cauchemars le projettent à la place de Gerry Lane, le protagoniste du film World War Z, qui ne doit cependant pas faire face à des zombies, mais à des hordes d'afro-américains en colère, dont Token, à la suite du verdict du procès Zimmerman. Encouragé par Mackey, Cartman lit un poème à Token, et en réalise plus tard une adaptation musicale devant tous les autres élèves de l'école, désavouant toute implication dans l'affaire Zimmerman. Lorsque Token s'offusque à l'idée de devoir se sentir mal à cause des sentiments de Cartman, Cartman a la sensation que "l'épidémie" commence. Il part chez lui prendre un kit de survie et réquisitionne un avion de ligne à l'aéroport, annonçant aux passagers qu'ils doivent se rendre dans un lieu où la "contagion" ne pourra pas les atteindre.
À la tour de contrôle, les autorités trouvent un guide de survie réalisé par Cartman, représentant les afro-américains comme des zombies et Token comme le patient zéro. Dans l'avion, Cartman découvre un passager noir dans les toilettes et l'enferme à l'intérieur. Lorsque le passager tente de sortir, les autres entendant ses cris, pensent que Cartman a raison, et commencent à paniquer, provoquant le crash de l'avion dans les Rocheuses. Cartman survit et se rend au magasin d'armes de Jimbo s'acheter un fusil pour tuer Token. Mais il est informé par Jimbo que dans le Colorado où ils se trouvent, la loi permet uniquement de tirer si on est menacé dans sa maison, on ne peut pas utiliser une arme n'importe où. D'autres états, comme la Floride, appliquent une loi permettant de "Défendre son territoire", soit de tirer partout si on se sent menacé, même dans la rue. Après avoir considéré la chose, Cartman décide d'aller en Floride pour assassiner "l'autre patient zéro", George Zimmerman, dans l’espoir d'arrêter "l'épidémie". Après avoir encore une fois réquisitionné et fait s'écraser un avion, Cartman arrive en Floride, et se dirige vers la maison de Zimmerman. Des militaires viennent justement le voir pour qu'il les aide à tuer le "patient zéro" Token, Zimmerman ayant déjà tiré sur un enfant noir. Zimmerman aperçoit Cartman en blackface essayant d'approcher sa maison et lui tire dessus. Il est félicité par les militaires, jusqu'à ce que l'un d'eux découvre que Cartman est blanc sous ce maquillage. Zimmerman est alors jugé, reconnu coupable et exécuté par électrocution pour tentative d'assassinat.
Cartman se remet de ses blessures, et de retour à South Park, il s'excuse auprès de Token, qui est contrarié d'avoir été publiquement assimilé au patient zéro. Alors qu'ils sont dans la rue, Cartman dessine un cercle autour de lui et demande à Token de venir lui faire un check pour faire la paix. Il s'exécute, et Cartman, qui a décrété le cercle comme étant "chez lui", lui tire dessus, comme la loi du Colorado le lui permet. À l'école Cartman fait une nouvelle fois un cauchemar, cette fois sur la fin du film World War Z qu'il trouve épouvantable. Il est envoyé au bureau de Mackey avec Token, qui se remet de sa blessure par balle. Lorsque Mackey exige que les deux enfants se fassent des excuses mutuelles afin de résoudre leur "querelle", et soutient que ce qu'a fait Cartman est légal, Token dénonce avec colère la loi et se demande pourquoi elle ne s'applique pas aux blancs. Cartman panique une fois de plus et s'enfuit, provoquant un nouveau crash d'avion.